# Tridax
- Commons
- Wikispecies

Tridax é um género botânico pertencente à família Asteraceae.

## Classificação do gênero
| Sistema | Classificação                                | Referência |
| ------- | -------------------------------------------- | ---------- |
| Linné   | Classe Syngenesia, ordem Polygamia superflua | [ 1 ]      |